# Чероки (Ајова)
Чероки (енгл. Cherokee) град је у америчкој савезној држави Ајова. По попису становништва из 2010. у њему је живело 5.253 становника.

## Демографија
Према попису становништва из 2010. у граду је живело 5.253 становника, што је -116 (-2.2%) становника више него 2000. године.
| Група             | 2000.         | 2010.         |
| Белци             | 5.185 (96,6%) | 4.952 (94,3%) |
| Афроамериканци    | 29 (0,5%)     | 52 (1,0%)     |
| Азијати           | 33 (0,6%)     | 39 (0,7%)     |
| Хиспаноамериканци | 81 (1,5%)     | 152 (2,9%)    |
| Укупно            | 5.369         | 5.253         |